# Dynasty (Computerspielreihe)
Die Dynasty-Reihe ist eine Videospielreihe, in der mehrere Lebenssimulationen verschiedener Thematiken und Zeitepochen veröffentlicht werden. Zentrales Element ist die Gründung einer Dynastie: Der Spieler erschafft im jeweiligen Setting aus „nichts“ ein Dorf oder Unternehmen, gründet eine Familie und sorgt für einen Erben. Eine Hauptquest führt den Spieler durch eine Rahmenhandlung, durch die Gestaltung als Open-World-Spiel ist der Spieler jedoch weitestgehend frei in seiner Spielweise.
Alle Spiele der Reihe werden bislang für Windows veröffentlicht, einige sind auch als Version für Konsolen erhältlich. Sie werden von unterschiedlichen Studios entwickelt und vom deutschen Publisher Toplitz Productions veröffentlicht.

## Spiele

### Farmer’s Dynasty
In Farmer’s Dynasty hat der Spieler gerade den alten Bauernhof seines Großvaters geerbt und versucht nun, diesen wieder auf Vordermann zu bringen. Der Fokus liegt auf landwirtschaftlichen Tätigkeiten, insbesondere dem Ackerbau und Viehhaltung.

### Lumberjack’s Dynasty
In einer Waldregion im Stil Nordamerikas übernimmt der Spieler in Lumberjack’s Dynasty Hof, Sägewerk und Waldstück von seinem verstorbenen Vater und sorgt dafür, dass diese im Familienbesitz bleiben. In seinem neuen Job als Holzfäller und -verarbeiter bringt der Spieler die alten Gebäude wieder auf Vordermann und kurbelt die Wirtschaft der Gegend an.

### Wild West Dynasty
Auf dem Weg in ein neues Leben im Wilden Westen wird der Spieler von Banditen angegriffen. Nur knapp überlebt er und muss sich nun mit nichts als seiner Kleidung am Leib ein neues Leben aufbauen.[veraltet]

### Medieval Dynasty
In Medieval Dynasty schlüpft der Spieler wahlweise in die Rolle des jungen Racimir oder eines individuell erstellten Charakters im Mittelalter und beginnt damit, vom ersten Gebäude an eine Siedlung zu bauen.
Medieval Dynasty ist bislang das einzige Spiel der Reihe, welches zwei bespielbare Karten beinhaltet. Außerdem ist es möglich, jeweils den Erben als Spielercharakter zu übernehmen, sobald dieser erwachsen ist und so theoretisch endlos weiterzuspielen. Als erstes Spiel der Reihe hat es einen Mehrspielermodus.

### Sengoku Dynasty
Ende des 15. Jahrhunderts befanden sich im feudalen Japan die Herrscher vieler kleiner Reiche miteinander im Krieg. In dieser Sengoku-Zeit hat der Spieler die Flucht zusammen mit seiner Schwester gerade so überlebt. Die Region, in der die beiden nach einem Schiffbruch am Strand aufwachen, scheint friedlich zu sein, sodass sie sich entschließen, eines oder mehrere Dörfer zu gründen.

### Farmer’s Dynasty 2
Erneut verschlägt es den Spieler auf einen Bauernhof, der auf Vordermann gebracht werden möchte. Mit Jahreszeiten, modernen Maschinen und auch Waldarbeit ist das Spiel sowohl Fortsetzung, als auch Remake von Farmer’s Dynasty.
Farmer’s Dynasty 2 befindet sich noch in der Entwicklung und sollte 2024 veröffentlicht werden, die Veröffentlichung wurde kurz vor Weihnachten auf das Folgejahr verschoben. Während des Steam Next Fest im Juni 2024 war eine Demo spielbar.

### Vikings Dynasty
In der Rolle eines Wikingers hat der Spieler gerade den Untergang seines Schiffs überlebt und muss sich auf dem unbekannten Land den Gefahren der Natur erwehren. Bald schon gründet er sein eigenes Dorf, dass er als Jarl führen und beschützen muss.
Vikings Dynasty befindet sich noch in der Entwicklung und soll Ende 2025 veröffentlicht werden.

## Sonstige
Die folgenden Spiele wurden entweder nie veröffentlicht oder waren als Teil der Dynasty-Reihe geplant, wurden aber letztendlich unter anderem Namen oder mit anderem Konzept weitergeführt/veröffentlicht:

### Vampire Dynasty
Der Spieler spielt als Vampir in einer fiktiven Region in Transsylvanien, wo er sich einen Landsitz aufbaut und wählen muss, ob er sich mit den dortigen Einwohnern anfreundet oder ihr Blut trinkt.
Vampire Dynasty sollte 2024 veröffentlicht werden. Während des Steam Next Fest im Juni 2024 war eine Demo spielbar. Im Januar 2025 gaben Toplitz Productions und Mehuman Games bekannt, dass Vampire Dynasty fortan den Namen Vampires: Bloodlord Rising tragen und nicht zur Dynasty-Reihe zählen werde, da man während der Entwicklung festgestellt habe, dass das sich weiterentwickelnde Konzept die Erwartungen an ein Dynasty-Spiel nicht erfüllen würde.

### Trucker’s Dynasty – Cuba Libre
Auf der Karibikinsel Kuba übernimmt der Spieler ein heruntergekommenes Transportunternehmen.
Trucker’s Dynasty war auf Steam gelistet, ein Veröffentlichungsdatum stand bis zuletzt nicht fest. Im Dezember 2024 war die Steam-Seite für deutsche Nutzer nicht mehr abrufbar, auf der Website von Toplitz Productions findet man keine Infos mehr zum Spiel. Ein mehrere Jahre alter Trailer ist bislang noch auf dem YouTube-Kanal des Publishers abrufbar.

## Rezeption
Nachdem die ersten Spiele der Reihe vermehrt als eintönig beschrieben wurden und die fehlende Immersion kritisiert wurde, gelang mit Medieval Dynasty eine Kehrtwende: auf PC Games beschreiben die Rezensenten das Spiel als „stimmig“ und heben den Spielumfang hervor:

„Positiv zu erwähnen ist auf jeden Fall die Fülle an Spielinhalten, in unseren 18 Spielstunden bekamen wir bei weitem nicht alles zu Gesicht.“

Die Tests der Early-Access-Version des Nachfolgers Sengoku Dynasty fielen bisher gemischt aus.